# Lonchura monticola
Lonchura monticola là một loài chim trong họ Estrildidae.